# Estinzione di massa del Triassico-Giurassico

Intensità delle estinzioni durante il Fanerozoico. Il picco collocato a circa 200 milioni di anni fa è quello relativo all'estinzione del Triassico-Giurassico (Tr-J).

L'estinzione di massa del Triassico-Giurassico fu un'imponente estinzione di massa avvenuta alla fine del periodo Triassico, circa 201,4 milioni di anni fa, con profonde influenze sulle forme di vita terrestri e marine.
Fu una delle cosiddette cinque grandi estinzioni di massa (dal termine inglese big five, che indica le cinque crisi biologiche di maggior portata dell'eone Fanerozoico) e fu responsabile della scomparsa di quasi 70 famiglie di organismi terrestri e circa 60 famiglie di organismi marini.
In ambito marino scomparve l'intera classe dei conodonti, e il 34% dei generi. Sulla terra si ebbe l'estinzione di tutti i Pseudosuchia (archosauria non-dinosauri) tranne i Crocodylomorpha (Sphenosuchia e Crocodyliformi), inoltre dei pochi terapsidi ancora esistenti e di gran parte degli anfibi.

## Datazione dell'evento
Una datazione accurata dell'evento di estinzione è problematica per vari motivi. I due principali gruppi di organismi utilizzati per le zonazioni del periodo Triassico, i conodonti e gli ammonoidi, vennero infatti direttamente e significativamente coinvolti nell'estinzione di massa. Inoltre, le successioni marine e terrestri dell'epoca rivelano sequenze di estinzioni non perfettamente sincrone: pare infatti che vi siano stati altri fenomeni di estinzione, più contenuti ma comunque significativi, durante il Carnico, anteriori quindi all'estinzione di massa vera e propria.

## Conseguenze biologiche

### Organismi marini

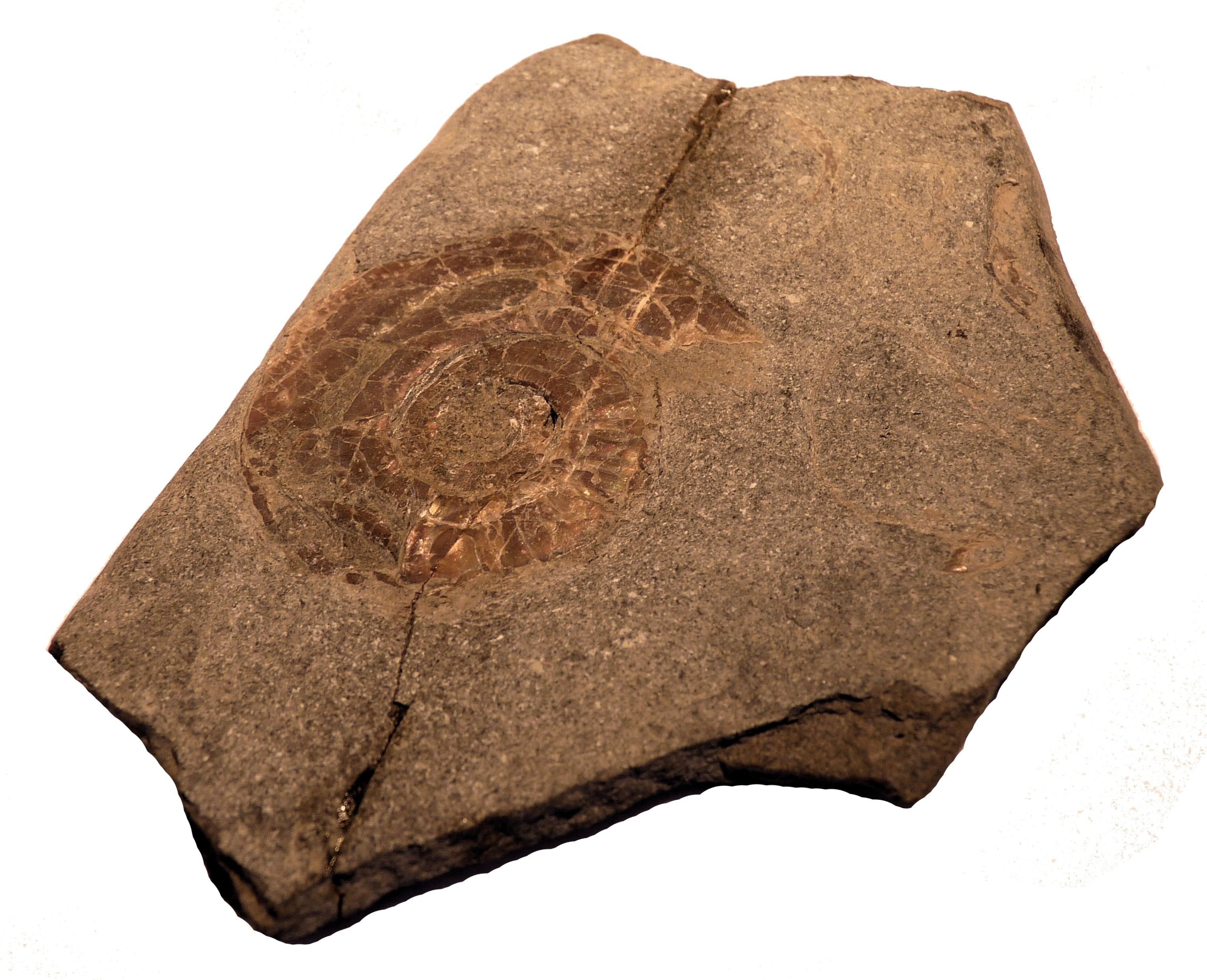
L'ammonoide Psiloceras planorbis: la base del Giurassico è definita dalla sua prima comparsa.

Tra gli invertebrati marini, le ripercussioni più significative dell'estinzione di massa si ebbero nei conodonti ed ammonoidi: i primi, già in crisi da tempo, si estinsero definitivamente. Gli ammonoidi, invece, erano ancora ben rappresentati da 20 famiglie nel Triassico; tuttavia dagli strati finali di questo periodo traspare una riduzione più o meno graduale che culminò nell'evento di estinzione di massa. Soltanto una famiglia di ammonoidi, gli Psiloceratidae, si rinviene nel Giurassico basale; tale famiglia divenne la base da cui partì la grande radiazione degli ammonoidi giurassici e cretacei.
I bivalvi, assai ben rappresentati nel Triassico superiore, continuarono ad essere presenti nel Giurassico con una perdita di generi abbastanza contenuta (15-33%) in varie sezioni europee. Tra i brachiopodi le scomparse furono più significative, mentre anche più grave fu l'estinzione di coralli biocostruttori: sopravvisse solo un quinto dei generi, peraltro assai limitato sia per dimensioni che per capacità di costruire barriere coralline. Tra le specie planctoniche, infine, va considerata la ripercussione che si ebbe sui coccolitofori: questi microrganismi facenti parte del nannoplancton calcareo, vennero ridotti da un numero già esiguo di specie triassiche ad un'unica specie nel Giurassico basale.
L'analisi statistica delle perdite marine del periodo, suggerisce che il calo della diversificazione fu causato più da una diminuzione della speciazione che da un aumento del tasso di estinzione.

### Organismi terrestri e d'acqua dolce
Tra i vertebrati terrestri vi fu un massiccio turnover (ricambio) che stravolse completamente la composizione della fauna tetrapode: se durante la maggior parte del Triassico i taxa predominanti erano temnospondili, terapsidi, tecodonti, prolacertiformi, rincosauri e, a partire dal Triassico superiore, qualche piccolo dinosauro herrerasauride, all'inizio del Giurassico i dinosauri erano già i padroni della quasi totalità delle nicchie ecologiche terricole, mentre quelle d'acqua dolce erano ormai appannaggio di lissanfibi, cheloni e crocodilomorfi. Va sottolineato che il successo dei nuovi dominatori non fu causato da una maggiore competitività rispetto ai predecessori, ma dalla letterale scomparsa di questi ultimi in seguito all'estinzione di massa, che permise una radiazione di tipo opportunistico nelle nicchie ecologiche rese disponibili. La datazione di questo turnover è però controversa, essendo collocata al limite Carnico-Norico oppure al limite Triassico-Giurassico (Tr-J).

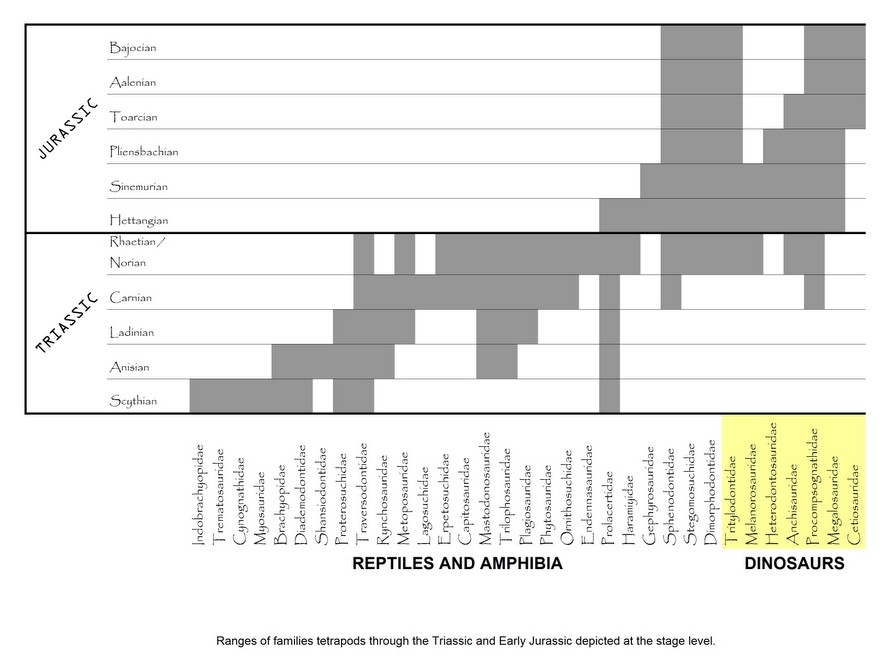
Il ricambio nelle famiglie di tetrapodi tra il Triassico ed il Giurassico.

Questo insieme di eventi avvenne in meno di 10.000 anni, circa venti milioni di anni prima della frammentazione della Pangea. Nell'area di Tubinga, in Germania, vi è un importante deposito fossile relativo alla transizione dal Triassico al Giurassico.
I reperti paleobotanici lasciano intuire che alla fine del Triassico vi furono innalzamenti sia nella temperatura globale che nella concentrazione atmosferica di diossido di carbonio: tra le piante "europee", le poche superstiti (<5%) dell'estinzione di massa avevano foglie piccole e strette di forma lobulata o digitata, caratteri tipici di condizioni climatiche calde, mentre lo scarso numero di stomi suggerisce livelli elevati di diossido di carbonio atmosferico.

## Cause
Tra le cinque maggiori, l'estinzione di massa del Triassico-Giurassico è probabilmente quella dalle cause meno chiare. Sono state finora proposte varie spiegazioni, ma nessuna si è ancora dimostrata convincente come causa esclusiva.
- L'ipotesi dell'impatto con un asteroide pare sia da rigettare in quanto non sono state ritrovate tracce di un sito d'impatto delle dimensioni e dell'età geologica richieste; il cratere d'impatto oggi colmato dal lago Manicouagan in Québec è stato per un certo periodo di tempo il candidato più promettente, ma da datazioni successive la struttura appare più vecchia di circa 12 milioni di anni rispetto a quanto necessario.[8]

Il cratere di Rochechouart-Chassenon, in Francia, era stato datato a 201 ±2 milioni di anni fa, e quindi la corrispondenza temporale sarebbe stata adeguata, anche se l'attuale dimensione di 25 km (equivalente a 50 km all'epoca dell'impatto) appariva comunque troppo piccola per giustificare un evento di questa portata.. Una successiva datazione a 206,9 ± 0,3 milioni di anni, ovvero circa 5,6 milioni di anni prima, ha eliminato questa possibilità.
- Una potenziale causa d'estinzione potrebbe essere connessa a massicce oscillazioni del livello marino. Il fatto che le sezioni di sedimenti marini databili al limite siano eccezionalmente rare, indicherebbe una grande Regressione marina che avrebbe causato una grave perdita di habitat, con conseguenti estinzioni. Nelle poche sezioni esistenti si notano anche strati di black shales, indici di fenomeni di anossia.
- Le variazioni del clima, le fluttuazioni del livello degli oceani e l'acidificazione delle acque marine[12] raggiunsero un picco alla fine del Triassico, ma non sono sufficienti a spiegare la velocità dell'estinzione in ambiente marino.
- Così come la precedente grande estinzione di massa del Permiano-Triassico e la successiva estinzione di massa del Cretaceo-Paleocene, anche l'estinzione di massa di fine Triassico appare strettamente correlata ad un grande evento vulcanico. Molto significative sono le datazioni radiometriche delle colate basaltiche della Provincia magmatica dell'Atlantico centrale (CAMP), un'enorme provincia magmatica che interessava varie regioni che oggi sono separate dall'oceano Atlantico ma che all'epoca dei fatti - prima del rifting atlantico - erano adiacenti. Tali datazioni indicano che il picco di attività vulcanica nella CAMP si ebbe proprio al limite Triassico-Giurassico. Conseguenze di questo massiccio vulcanesimo furono grandi emissioni di gas vulcanici, come diossido di zolfo e diossido di carbonio: nei primi tempi avrebbe prevalso l'effetto raffreddante del primo (tramite formazione di aerosol solfatici in grado di bloccare la radiazione solare), ed in seguito si sarebbero manifestati gli effetti riscaldanti del secondo, più duraturi e ben documentati dai fossili vegetali.[13][14]

La composizione isotopica dei suoli fossili del Triassico superiore e Giurassico inferiore è stata collegata a una grande escursione negativa degli isotopi del carbonio. Gli isotopi del carbonio nei lipidi alcanici derivati dalla cera delle foglie e dalla lignina, come pure il carbonio organico complessivo in due sezioni di sedimenti lacustri della CAMP nordamericana, hanno mostrato un'escursione isotopica simile a quella prevalentemente marina della sezione della St. Audrie's Bay, nel Somerset, UK. Questa correlazione suggerisce che l'evento di estinzione della fine del Triassico sia iniziato contemporaneamente in ambiente marino e in quello terrestre, e che sia stato di poco antecedente all'emissione dei più vecchi basalti del Nord America orientale, ma simultaneo all'eruzione dei più antichi flussi del Marocco, con un livello serra critico per la CO2 e una crisi della biocalcificazione marina.
Anche la dissociazione dei clatrati idrati, già suggerita come possibile concausa dell'estinzione di massa del Permiano-Triassico, può aver contribuito all'aumento dell'effetto serra.